# Bad Salzdetfurth
Bad Salzdetfurth település Németországban, azon belül Alsó-Szászország tartományban. Lakosainak száma 13 523 fő (2023. december 31.). Bad Salzdetfurth Almstedt, Bockenem, Hildesheim, Diekholzen és Holle községekkel határos.

## Népesség
A település népességének változása:
| Lakosok száma | 13 616 | 13 269 | 13 281 | 13 177 | 13 145 | 13 266 | 13 520 | 13 523 |
|               | 2010   | 2015   | 2016   | 2017   | 2019   | 2021   | 2022   | 2023   |